# Ella Alexandrowna Diehl

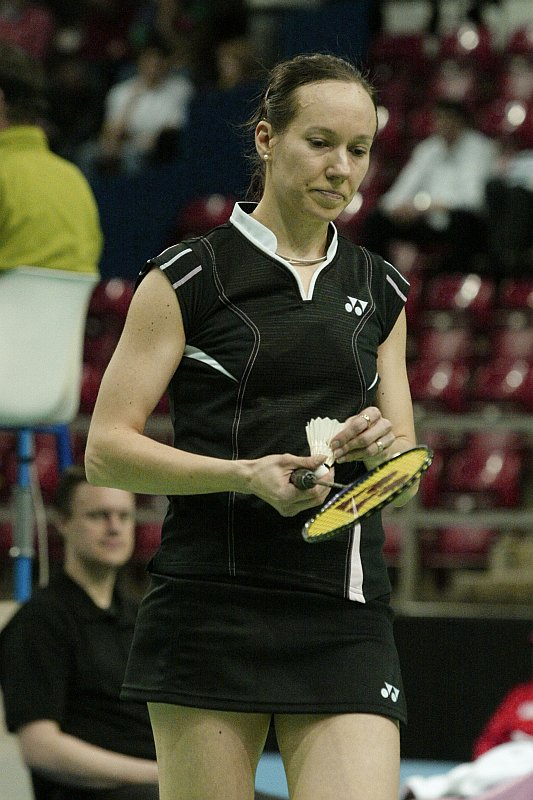
Ella Diehl (2010)

Ella Alexandrowna Diehl, geborene Karatschkowa (russisch Элла Александровна Карачкова, englische Transkription Karachkova; * 5. August 1978 in Kuibyschew, Russische SFSR, Sowjetunion) ist eine russische Badminton-Nationalspielerin.

## Karriere
Ella Diehl nahm 2000 und 2008 im Dameneinzel an Olympia teil. Als bestes Ergebnis erreichte sie Platz 17 bei ihrer ersten Teilnahme. Bei der Badminton-Europameisterschaft 2010 gewann sie Bronze. Bis 2007 sowie bei den Olympischen Spielen 2008 startete sie unter ihrem Geburtsnamen Karatschkowa. Im Juni 2007 heiratete sie den deutschen Badminton-Trainer Rainer Diehl. Sie spielte in Deutschland für den TV Refrath in der 2. Badminton-Bundesliga.

## Sportliche Erfolge
| Saison | Veranstaltung                                | Disziplin   | Platz | Name                                      |
| ------ | -------------------------------------------- | ----------- | ----- | ----------------------------------------- |
| 1993   | Russische Einzelmeisterschaften der Junioren | Dameneinzel | 1     | Ella Karatschkowa                         |
| 1994   | Russische Einzelmeisterschaften der Junioren | Damendoppel | 1     | Natalja Djatschkowa / Ella Karatschkowa   |
| 1995   | Russische Einzelmeisterschaften der Junioren | Mixed       | 1     | Nikolaj Nikolaenko / Ella Karatschkowa    |
| 1995   | Junioren-Europameisterschaft                 | Damendoppel | 2     | Ella Karatschkowa / Natalia Djatschkowa   |
| 1995   | Russische Einzelmeisterschaften der Junioren | Damendoppel | 1     | Natalja Djatschkowa / Ella Karatschkowa   |
| 1997   | Junioren-Europameisterschaft                 | Dameneinzel | 3     | Ella Karatschkowa                         |
| 1997   | Junioren-Europameisterschaft                 | Damendoppel | 3     | Schanna Tschornenkaja / Ella Karatschkowa |
| 1997   | Russische Einzelmeisterschaften              | Dameneinzel | 1     | Ella Karatschkowa                         |
| 1998   | Czech International                          | Dameneinzel | 1     | Ella Karatschkowa                         |
| 1998   | Slovak International                         | Dameneinzel | 1     | Ella Karatschkowa                         |
| 1999   | Russische Einzelmeisterschaften              | Dameneinzel | 1     | Ella Karatschkowa                         |
| 1999   | Austrian International                       | Dameneinzel | 1     | Ella Karatschkowa                         |
| 1999   | Portugal International                       | Dameneinzel | 1     | Ella Karatschkowa                         |
| 1999   | Russische Einzelmeisterschaften              | Mixed       | 1     | Pawel Uwarow / Ella Karatschkowa          |
| 2000   | Olympia                                      | Dameneinzel | 17    | Ella Karatschkowa                         |
| 2000   | Russian Open                                 | Dameneinzel | 1     | Ella Karatschkowa                         |
| 2001   | Austrian International                       | Damendoppel | 1     | Ella Karatschkowa / Anastasia Russkikh    |
| 2001   | Russische Einzelmeisterschaften              | Dameneinzel | 1     | Ella Karatschkowa                         |
| 2002   | Russische Einzelmeisterschaften              | Dameneinzel | 1     | Ella Karatschkowa                         |
| 2003   | Russische Einzelmeisterschaften              | Dameneinzel | 1     | Ella Karatschkowa                         |
| 2003   | Welsh International                          | Damendoppel | 1     | Ella Karatschkowa / Anastassija Russkich  |
| 2003   | Welsh International                          | Dameneinzel | 1     | Ella Karatschkowa                         |
| 2004   | Russische Einzelmeisterschaften              | Dameneinzel | 1     | Ella Karatschkowa                         |
| 2004   | Volant d’Or de Toulouse                      | Dameneinzel | 1     | Ella Karatschkowa                         |
| 2004   | Russian Open                                 | Dameneinzel | 1     | Ella Karatschkowa                         |
| 2004   | Russian Open                                 | Damendoppel | 1     | Anastasia Russkikh / Ella Karatschkowa    |
| 2005   | Spanish International                        | Dameneinzel | 1     | Ella Karatschkowa                         |
| 2005   | Spanish International                        | Mixed       | 1     | Jean-Michel Lefort / Ella Karatschkowa    |
| 2005   | Scottish Open                                | Dameneinzel | 1     | Ella Karatschkowa                         |
| 2005   | Russische Einzelmeisterschaften              | Dameneinzel | 1     | Ella Karatschkowa                         |
| 2005   | Russische Einzelmeisterschaften              | Damendoppel | 1     | Anastasia Russkikh / Ella Karatschkowa    |
| 2005   | Irish Open                                   | Dameneinzel | 1     | Ella Karatschkowa                         |
| 2006   | Scottish Open                                | Dameneinzel | 1     | Ella Karatschkowa                         |
| 2006   | Volant d’Or de Toulouse                      | Dameneinzel | 1     | Ella Karatschkowa                         |
| 2006   | US Open                                      | Dameneinzel | 1     | Ella Karatschkowa                         |
| 2007   | Türkei: Internationale Meisterschaften       | Dameneinzel | 3     | Ella Karatschkowa                         |
| 2008   | Czech International                          | Dameneinzel | 1     | Ella Diehl                                |
| 2008   | Russian Open                                 | Dameneinzel | 1     | Ella Diehl                                |
| 2008   | Olympia                                      | Dameneinzel | 33    | Ella Karatschkowa                         |
| 2009   | Russian Open                                 | Dameneinzel | 1     | Ella Diehl                                |
| 2009   | St. Petersburg White Nights                  | Dameneinzel | 1     | Ella Diehl                                |
| 2009   | Volant d’Or de Toulouse                      | Dameneinzel | 1     | Ella Diehl                                |
| 2010   | Europameisterschaft                          | Dameneinzel | 3     | Ella Diehl                                |
| 2010   | Russische Einzelmeisterschaften              | Dameneinzel | 1     | Ella Diehl                                |
| 2010   | Strasbourg Masters                           | Dameneinzel | 1     | Ella Diehl                                |
| 2011   | Russische Einzelmeisterschaften              | Dameneinzel | 1     | Ella Diehl                                |
| 2013   | St. Petersburg White Nights                  | Dameneinzel | 2     | Ella Diehl                                |